# Копорка
Копо́рка — река в России, протекает по Ломоносовскому району Ленинградской области. Устье реки находится в 1 км по левому берегу реки Воронки. Длина реки составляет 21 км, площадь водосборного бассейна 64,3 км².

## Данные водного реестра
По данным государственного водного реестра России относится к Балтийскому бассейновому округу, водохозяйственный участок реки — реки бассейна Финского залива от северной границы бассейна реки Луга до южной границы бассейна реки Нева. Относится к речному бассейну реки Нарва (российская часть бассейна).
Код объекта в государственном водном реестре — 01030000712102000025475.